# Дили (Тексас)
Дили (енгл. Dilley) град је у америчкој савезној држави Тексас. По попису становништва из 2010. у њему је живело 3.894 становника.

## Демографија
Према попису становништва из 2010. у граду је живело 3.894 становника, што је 220 (6,0%) становника више него 2000. године.
| Група             | 2000.         | 2010.         |
| Белци             | 589 (16,0%)   | 534 (13,7%)   |
| Афроамериканци    | 382 (10,4%)   | 442 (11,4%)   |
| Азијати           | 28 (0,8%)     | 44 (1,1%)     |
| Хиспаноамериканци | 2.654 (72,2%) | 2.856 (73,3%) |
| Укупно            | 3.674         | 3.894         |